# Tenis (tkanina)
Tenis – rodzaj wełnianej tkaniny średniej grubości o splocie skośnym, zwykle łamanym wzdłuż osnowy. Tenis charakteryzują podłużne, pasiaste wzory. Stosowany jest w krawiectwie męskim (zwykle na garnitury) oraz damskim (np. na kostiumy i garsonki).